# آنا باخ

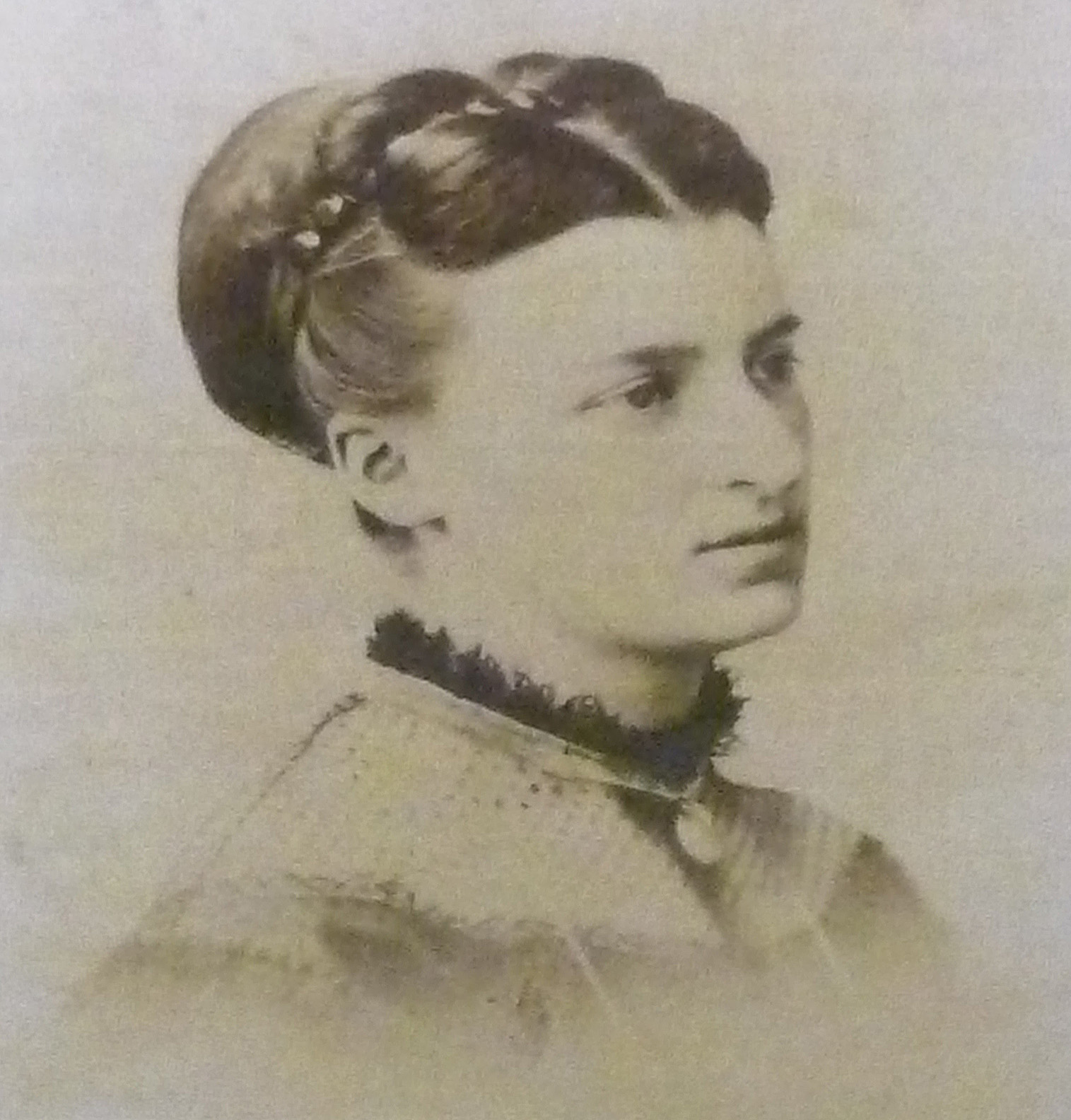
تصویر آنا باخ قبل از ۱۹۰۰

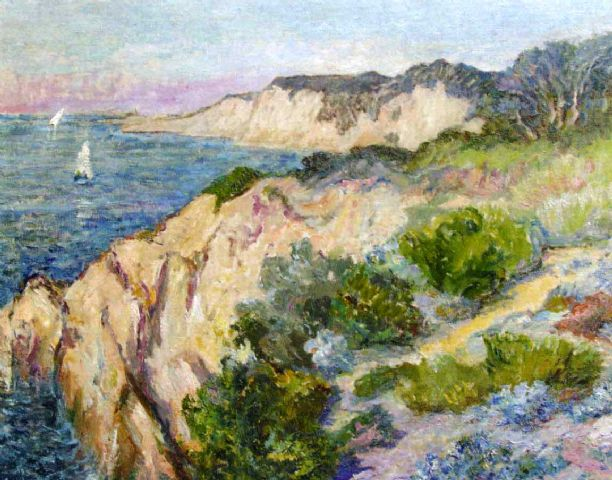

آنا باخ (به فرانسوی: Anna Boch) (زاده ۱۰ فوریه ۱۸۴۸ – درگذشته ۲۵ فوریه ۱۹۳۶) نقاشی بلژیکی بود که در استان انو سنت وست به دنیا آمد. آنا باخ در شهر ایکسل در سال ۱۹۳۶ در گذشت و در قبرستان آنجا درمنطقه بروکسل بلژیک به خاک سپرده شد.

## سبک هنری
بوش در جنبش نودریافتگری شرکت کرد. در کارهای اولیه اش از تکنیک نقطه‌چینی استفاده می‌کرد، اما به خاطر آنکه بیشتر کارهایش در سبک دریافتگری است معروف شده‌است. او که شاگرد ایزودور وایدن بود، تحت تأثیر تئو فان ریسلبیرگ که در گروه دوازده نفری ملاقات کرده بود قرار گرفت.

## مجموعه

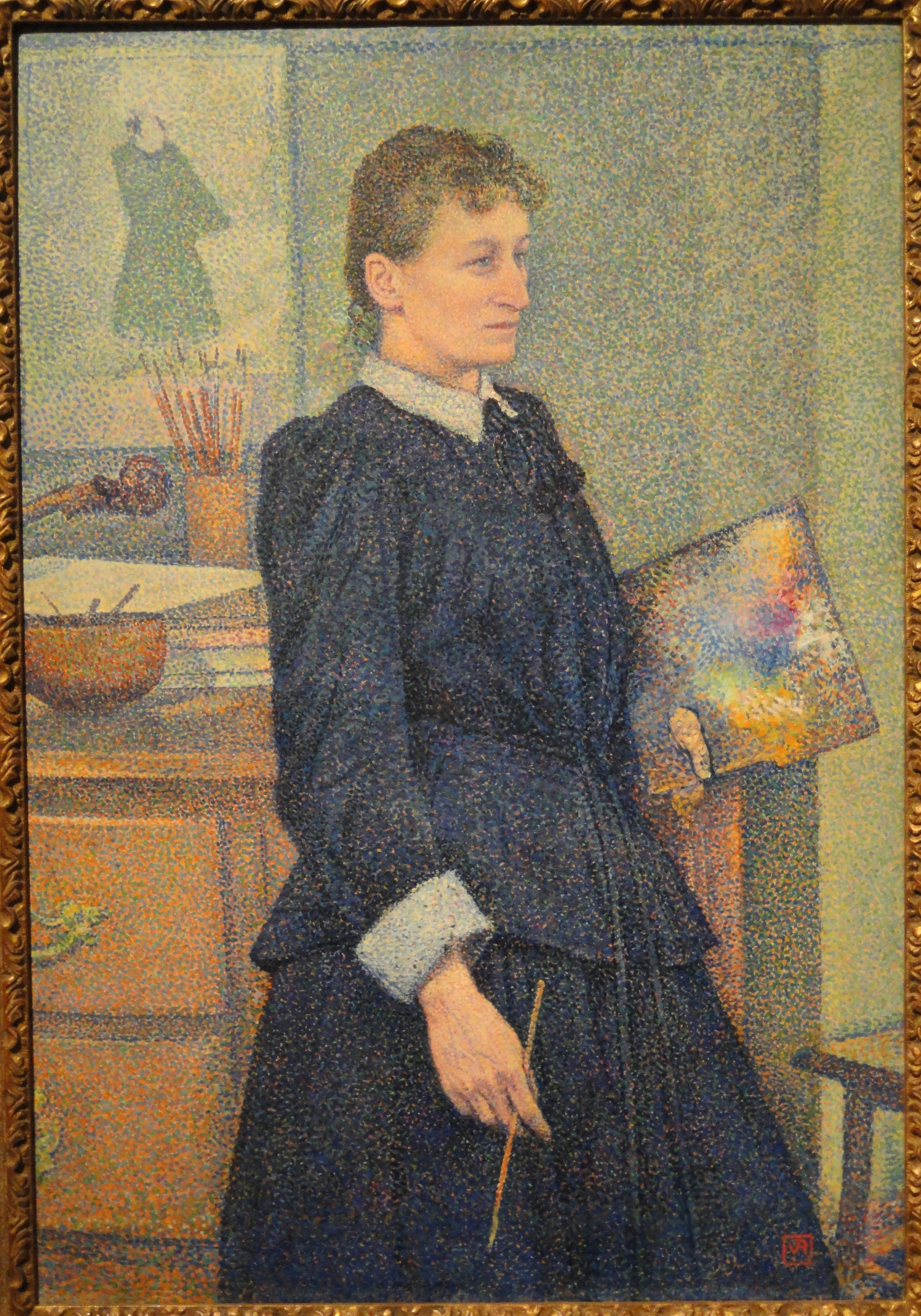
آنا باخ، (توسط تئو فان ریسلبیرگ در سال ۱۸۸۹)

در کنار نقاشی‌های خودش، باخ یکی از مهم‌ترین مجموعه نقاشی‌های سبک دریافتگری زمان خودش را نگهداری می‌کرد. او کارهای بسیاری از هنرمندان جوان را ترویج کرد همانند ون گوگ که دوست برادرش اوژن باخ بود و به خاطر استعدادش مورد تحسین او بود. آنا باخ تابلو تاکستان سرخ - که مدت طولانی گفته می‌شد تنها تابلویی بوده که در زمان حیات ون گوگ فروخته شد –را خرید. مجموعه آنا باخ پس از مرگ او فروخته شد. در وصیت نامه‌اش او درآمد حاصله را وقف بازنشستگی دوستان هنرمند فقیرش کرد.

## میراث
۱۴۰ تا از نقاشی‌های خودش به ایدا فن هیلِوین، دختر باغبانش که فرزندخوانده اش بود به ارث رسید. در بیشتر این نقاشی‌ها ایدا را به صورت دختر کوچکی در باغ نشان می‌دهد. در ۱۹۶۸ این ۱۴۰ تابلو توسط نوه برادرزاده اش لوئیتوین فن باخ، مدیر مؤسسه سرامیک ویلروا و باخ خریداری شد. نقاشی‌ها تا زمان مرگ ایدا فن هیلِوین در سال ۱۹۹۲ در خانه او ماند. نمایشگاه آنا و اوژن باخ در سی ام ماه مارس سال ۲۰۱۱ افتتاح شد.
تعدادی از نقاشی‌ها هم با وصیت آنا باخ به موزه‌های مختلفی مثل موزه رویال هنرهای زیبای بلژیک اهدا شد.
نمایشگاه‌های مختلفی از زندگی و کارش در موزه رویال مورمون در مورلنولز از اکتبر تا دسامبر سال۲۰۰۰ یا در خانه ونسان ون گوگ در شهر هوخه‌فین هلند در سال ۲۰۱۰برگزار شد.
نام او با موزه‌های معروفی مثل موزه پوشکین در مسکو، موزه اورسی در پاریس یا خانه ون گوگ در زوندِرت هلند پیوند خورده است.

## میراث فرهنگی
در سال ۲۰۰۵ تاریخدان بلژیکی دکتر ترز توما یک کاتالوگ در مورد کارهای آنا باخ منتشر کرد.
در سال ۲۰۱۰ یکی از نوادگان نوادگان برادرزاده آنا باخ و دکتر ترز توما وب سایت
Anna Boch.com را درست کردند.
از سال ۲۰۱۱ وب سایت از the Cremerie de Paris، که شعبه‌ای از نمایشگاه مرکزی که در هتل ویلری نزدیک موزه لوور است ویرایش شده‌است.